# РД-54

Рюкзак десантника РД-54.
Иллюстрация из учебного пособия для ВДВ СССР

РД-54 (рус. рюкзак десантника образца 1954 года) — рюкзак, принятый на вооружение в ВДВ СССР, предназначенный для размещения и транспортировки предметов боевой выкладки парашютистов-десантников как во время парашютной выброски, так и в походных и боевых условиях.
По мнению некоторых российских экспертов, рюкзак РД-54 относится скорее к классу упрощённых разгрузочных систем с основой в виде боевого ранца.

## Описание

Подгонка рюкзака РД-54 для совершения прыжка с парашютом.
Рюкзак опущен на ягодицы.
Иллюстрация из учебного пособия для ВДВ СССР

Основным назначением рюкзака РД-54 является размещение в нём носимого боекомплекта, взрывчатки, индивидуальных средств химической защиты, небольшого запаса продовольствия, походного котелка с ложкой и туалетных принадлежностей десантника.

## Конструкция
Рюкзак РД-54 изготовляется из авизента и включает в себя заплечный ранец, плечевые ремни к нему, чехол для пехотной лопатки, сумки для двух ручных гранат и сумки для двух автоматных магазинов. Ранцевая часть рюкзака имеет форму коробки с крышкой в верхней части и тремя клапанами по бокам и впереди. На боковых сторонах ранца предусмотрены карманы для ручных противотанковых гранат, выстрелов к ручному гранатомёту, взрывчатки и т.п. Внутри боковых карманов имеются малые карманы для гранатных взрывателей. На дне ранца и на его боковых стенках нашиты тесёмки-завязки для фиксации скатки походной шинели или плащ-палатки. Для сохранения формы рюкзака во внутреннюю сторону его передней стенки вшит проволочный каркас. Крышка ранца и его клапаны застёгиваются с помощью клевантов.
Плечевые ремни изготовляются из хлопчатобумажной тесьмы, для удобства пользователя имеют грудную перемычку, ватные подлямники, несколько пряжек для регулировки натяжения и два полукольца для карабинов угловых тесьм. На правом плечевом ремне имеется карман для черенка малой пехотной лопаты.
Сумка для ручных гранат РГ-42 и Ф-1 может крепиться как на поясном ремне, так и на левом плечевом. Она изготовляется из авизента с подкладкой из водонепроницаемой хлопчатобумажной ткани; помимо гранат в ней также могут быть размещены патроны в пачках. Внутри сумки есть четыре дополнительные ячейки, из которых две большие предназначены для запалов гранат РГ-42 и Ф-1, а две малые — для запалов ручных противотанковых гранат. Крышка сумки застёгивается на два клеванта.
Сумка для автоматных магазинов изготовляется из авизента, на ней имеется пряжка для крепления к правому плечевому ремню с возможностью передвигать и снимать. Для застёгивания сумки имеются два клеванта.
Главной конструктивной особенностью РД-54, отличающей его от других рюкзаков которые изготавливались для ВС СССР, является возможность переноски военнослужащим при совершении прыжка с парашютом. Этому способствуют относительно малые размеры рюкзака и конструкция плечевых ремней. При подгонке рюкзака к прыжку, максимально увеличивают длину плечевых ремней, чтобы при его надевании ранец оказался на уровне ягодиц. Основной парашют  системы Д-5 или Д-6, который одевается после РД-54, занимает место на спине выше ранца. После приземления десантник освобождается от ремней подвесной системы парашюта, после чего укорачивает под свой рост длину плечевых ремней и приводит его к походному положению (ранец на лопатках).

## Самодельные модификации
Опыт боевых действий в республике Афганистан показал, что ёмкость ранца зачастую оказывалась недостаточной (позднее аналогичную оценку ранец получил и у российских частей во время вооружённых конфликтов на Северном Кавказе). Это послужило причиной для появления огромного количества кустарных модификаций базовой модели рюкзака РД-54, выполненных самими военнослужащими в полевых условиях. Как правило, лямки дополнялись толстыми наплечниками из поролона, с них срезались неиспользуемые подсумки для гранат и магазинов, а к ранцу пришивались дополнительные карманы, сделанные из чехлов противопехотных мин МОН-50. Бойцы пулемётных расчётов нередко удаляли из ранца внутренние перегородки и усиливали внутреннюю стенку листом фанеры, получая таким образом удобный короб для пулемётных лент. Радисты, не имея возможности разместить в объёме рюкзака всё своё имущество, пытались решить эту проблемы сшивая два ранца РД-54 вместе. Тогда в ближний к спине ранец помещалась переносная радиостанция (Р-143, Р-159 или «Ангара»), а во второй — сухой паёк, запасные аккумуляторы, дополнительный боекомплект, а четыре дополнительных кармана использовались для переноски фляг с водой. Тем не менее, из-за сильного смещения центра тяжести солдата назад такой способ широкого распространения не получил.
Помимо этого, рюкзаки РД-54 часто шли на расходный материал при самостоятельном изготовлении из них импровизированных разгрузочных жилетов для переноски личного имущества и автоматных магазинов вместо уставного снаряжения в виде патронных подсумков.